# Silene kialensis
Silene kialensis är en nejlikväxtart som först beskrevs av Frederic Newton Williams, och fick sitt nu gällande namn av Lidén och Oxelman. Silene kialensis ingår i släktet glimmar, och familjen nejlikväxter. Inga underarter finns listade i Catalogue of Life.